# گورنا برزنیتسا
گورنا برزنیتسا (به بلغاری: Gorna Breznitsa) یک منطقهٔ مسکونی در بلغارستان است که در شهرستان کرسنا واقع شده‌است.